# The Life of Wu Xun
The Life of Wu Xun (武訓傳T, 武训传S, Wǔ Xùn ZhuànP) è un film cinese del 1950 diretto da Sun Yu e interpretato da Zhao Dan nel ruolo di protagonista. Racconta la storia vera di Wu Xun, un uomo che spese anni di lavoro per fondare una scuola di alfabetizzazione per bambini poveri e famiglie meno abbienti.
Inizialmente accolto in patria come uno dei migliori film dell'anno, fu in un secondo momento severamente criticato e censurato da esponenti del Partito Comunista Cinese. Fu ripubblicato nel 1986.